# Hayleigh-Jayne Mason
Hayleigh-Jayne Mason (Nottingham, 3 de septiembre de 1986) es una deportista británica que compitió en piragüismo en la modalidad de aguas tranquilas. Ganó una medalla de bronce en el Campeonato Europeo de Piragüismo de 2009, en la prueba de K4 200 m.

## Palmarés internacional
| Campeonato Europeo | Campeonato Europeo     | Campeonato Europeo | Campeonato Europeo |
| Año                | Lugar                  | Medalla            | Competición        |
| ------------------ | ---------------------- | ------------------ | ------------------ |
| 2009               | Brandeburgo (Alemania) | Medalla de bronce  | K4 200 m           |